# Разнозубый лабидохромис
Разнозубый лабидохромис (лат. Labidochromis heterodon) — один из видов рыб семейства цихловых. Эндемик озёра Малави. Обычно достигают 7-9 см в длину.

## Этимология
Название рода имеет отношение к строению острых зубов на челюстях, способных вырывать водоросли, а также маленьких животных из мельчайших углублений в скалах.

## Среда обитания
Представители этого вида цихлид встречаются в южной части озера Малави у острова Боадзулу.
Обитают в мелководье на глубине не больше 10 метров, в зарослях растительности.
Питаются перифитоном.